# Cengiz Erkazan
Cengiz Erkazan (* 1946) ist ein ehemaliger türkischer Fußballspieler.

## Karriere
Erkazan begann seine Karriere 1962 bei Şekerhilâl. Von 1966 bis 1968 spielte er für Fatih Karagümrük SK in der 2. Liga. Dort kam der Stürmer zu 59 Ligaspielen und erzielte zwölf Tore. Er kehrte zur Saison 1968/69 zu Şekerspor zurück und stieg am Ende dieser Spielzeit in die 2. Liga ab. Nach einer weiteren Saison mit Şekerspor zog es Erkazan weiter zu Galatasaray Istanbul.
Mit Galatasaray gewann Erkazan nach der Spielzeit 1970/71 die türkische Meisterschaft und zum Abschluss seiner Karriere folgte der Gewinn des türkischen Fußballpokals.

## Erfolge
Galatasaray Istanbul
- Türkischer Meister: 1971
- Türkischer Fußballpokal: 1973

## Weblink
- Spielerprofil auf mackolik.com

| Personendaten    | Personendaten             |
| ---------------- | ------------------------- |
| NAME             | Erkazan, Cengiz           |
| KURZBESCHREIBUNG | türkischer Fußballspieler |
| GEBURTSDATUM     | 1946                      |